# 嘉慶君遊臺灣 (2022年電視劇)
《嘉慶君遊臺灣》（英語：Lord Jiaqing and  The  Journey to Taiwan），2022年臺灣電視公司八點檔歌仔戲，也是台視60周年台慶歌仔戲大戲。為資深歌仔戲演員陳亞蘭所製作、主演的《陳亞蘭歌仔戲》系列其中一部。大意是清朝乾隆年間，尚未成為儲君的嘉慶帝為找尋生母，微服出巡遊歷台灣的故事。

## 播出時間

### 首播
| 頻道       | 所在地 | 播出日期      | 播出時間                 | 備註 |
| ---------- | ------ | ------------- | ------------------------ | ---- |
| 臺灣電視台 | 臺灣   | 2022年2月24日 | 週一至週五 20:00 - 21:00 | 無   |

## 演員清單
| 演員   | 角色   | 介紹 |
| 陳亞蘭 | 嘉慶君 | 愛新覺羅永琰，十五阿哥，封為嘉親王，心性正直良善。母親令妃在其四歲時被誣陷入罪，自幼失恃的永琰在宮廷鬥爭中飽受欺凌，使他無心留戀紫禁城。為了尋找母親，他化名羅嘉，揚帆過海來到臺灣，各種因緣際會下，得以攜母安然回宮，登基成帝。 |
| 紀麗如 | 王德錄 | 台灣府諸羅縣人，刁鑽搞怪一肚子鬼主意，對養母蘭姨相當孝順。巧遇來台遊歷的永琰，兩人不打不相識，出生入死，進而結為八拜之交。暗戀劉英。                                                                                             |
| 陳怡真 | 梅影   | 本名林奇文，林爽文之妹，天地會分舵主。為替兄長報仇，化名梅影成為府城名妓，與永琰互生愛意，進宮後才告訴永琰其真實身分，因愛著永琰無法報仇而於皇宮中自刎。                                                                         |
| 林佩儀 | 劉英   | 劉福貞與劉夫人的養女，劉邦昌的養妹妹，高傲跋扈，心狠手辣，單戀永琰，視梅影為敵，為逼永琰放棄梅影不擇手段。但在得知自己是父母拿來攀圖富貴的工具後，決心報復而多次幫助永琰一行人，最後因失去貞操而選擇自焚。                       |
| 葉麗娜 | 蘭姨   | 令妃魏佳氏，嘉慶的生母，於宮廷鬥爭中遭陷倖存流落台灣，雙眼失明，與德錄相依為命。 |
| 廖麗君 | 王金花 | 江湖女騙子，到處偷蒙拐騙。一開始為貪圖錢財，欺騙永琰其為真正的令妃，卻因此和永琰產生一段似假還真的母子情，始終無法真正拋下永琰，最後為了保護永琰而死。                                                                           |
| 游耀光 | 劉福貞 | 劉邦昌之父、劉英之養父。台灣府城知府大人，魚肉鄉里，貪汙成性。 |
| 羅裕誴 | 劉邦昌 | 劉福貞之子，劉英的養哥哥，不學無術，仗著地位作威作福。 |
| 謝昀妍 | 劉夫人 | 劉福貞之妻，劉邦昌之母、劉英之養母。 |
| 楊淑涵 | 珠兒   | 劉英的丫鬟。 |
| 王蘭花 | 明柏漢 | 梅影的師兄，天地會成员，喜歡梅影。 |
| 羅文惜 | 林夫人 | 林爽文、梅影之母，從小不待見梅影，失去兒子後更遷怒梅影，將其當作復仇工具。 |
| 羅文君 | 老鴇   | 萬花樓的老鴇，很疼梅影。 |
| 倪齊民 | 乾隆   | 乾隆帝，嘉慶的父親，表面嚴厲，實則非常疼愛嘉慶。 |
| 張瓊姿 | 皇后   | 乾隆的皇后，輝發那拉氏。 |
| 暘驊   | 太后   | 乾隆的生母，嘉慶的皇祖母，鈕祜祿氏。為人慈愛，非常疼嘉慶。 |
| 范宏恩 | 花公公 | 嘉慶的奶爸，視嘉慶如親生般疼愛。 |
| 蔡家元 | 李勇   | 嘉慶的隨從，武功不凡，忠心耿耿。 |
| 簡嘉伶 | 嘉妃   | 乾隆的嬪妃，朝鮮金氏。設計令妃使乾隆誤信其失節，視嘉慶為眼中釘。 |
| 何佩芸 | 永瑆   | 十一阿哥，成親王，嘉妃所生，生性殘暴，陰沉有城府，曾化為天地會副總舵主，在台灣屢次陷害永琰未成，後被揭發而發配寧古塔。 |
| 張燕玲 | 永璋   | 三阿哥。 |
| 蔡昀達 | 永璇   | 八阿哥。 |
| 康乃星 | 永基   | 十二阿哥。 |
| 黃淑美 | 慶妃   | 乾隆的嬪妃，陸氏。 |
| 陳美玲 | 純妃   | 乾隆的嬪妃，蘇氏。 |
| 李得全 | 葉天士 | 蘇州名醫，奉乾隆之命來台幫助嘉慶。 |
| 孟澔   | 福康安 | 奉乾隆之命來台協助嘉慶平亂。 |
| 江俊賢 | 和珅   | 乾隆朝臣，為人貪婪，阿諛奉承，相當得乾隆寵信。 |
| 黃亦潔 | 王難敵 | 女俠，愛慕王德錄，王金花之姪女，擅長機關暗器。 |
| 白雲   | 賣粿婆 | |
| 王彩樺 | 小安子 | 十一阿哥身邊的太監，惹怒十一阿哥而被其打死。 |
| 龍劭華 | 大夫   | |
| 郭子乾 | 劉墉   | |

## 音樂
| 類型   | 歌曲名稱 | 作詞 | 作曲         | 演唱者         |
| 片頭曲 | 嘉慶君   | 武雄 | 曹雅雯       | 曹雅雯         |
| 片尾曲 | 遊臺灣   | 武雄 | 曹雅雯、張三 | 曹雅雯、陳亞蘭 |

## 收視率
| 週數 | 播映日期                     | 集數   | 平均收視率 |
| 1    | 2022年2月24日－2022年2月25月 | 1－2   | 0.96       |
| 2    | 2022年2月28日－2022年3月4日  | 3－7   | *          |
| 3    | 2022年3月7日－2022年3月11日  | 8－12  | 1.25       |
| 4    | 2022年3月14日－2022年3月18日 | 13－17 | 1.11       |
| 5    | 2022年3月21日－2022年3月25日 | 18－22 | 1.05       |
| 6    | 2022年3月28日－2022年4月1日  | 23－27 | 1.17       |
| 7    | 2022年4月4日－2022年4月6日   | 28－30 | 1.45       |

## 制作
2021年2月20日在台南市舉辦開鏡儀式。這部歌仔戲由陳亞蘭和陳秀卿共同擔任製作人、並且由曾入圍金馬獎的葉鴻偉執導；而國寶級歌仔戲天王楊麗花擔任視覺藝術顧問，歷史考證則邀請前國立故宮博物院院長馮明珠擔任文化顧問。也獲中華民國文化部109年電視節目製作補助新台幣3500萬元。此外，该部歌仔戏與第11届金漫奖「漫畫新人獎」得主小峱峱合作，加入漫畫元素，讓歌仔戲有不同的視覺表現。
陳亞蘭於2022年宣布計畫籌備拍攝電視劇續集《嘉慶君再遊臺灣》，預計2026年播出。

## 奖项
| 年份   | 颁奖典礼     | 奖项             | 入围者 | 结果 |
| 2022年 | 第57屆金鐘獎 | 戲劇節目男主角獎 | 陳亞蘭 | 獲獎 |

## 外部連結
- 官方网站－台視
- 陳亞蘭歌仔戲-嘉慶君遊臺灣的Facebook專頁
- YouTube上的陳亞蘭 歌仔戲 《嘉慶君遊臺灣》精彩片段播放列表－陳亞蘭歌仔戲 Taiwanese Opera Official
- 互联网电影数据库（IMDb）上《嘉慶君遊臺灣》的资料（英文）
- 嘉慶君遊臺灣 _ 台劇排行榜 _ 娛樂 _ 口碑排名 _ DailyView 網路溫度計 （页面存档备份，存于）